# Иванова, Надежда Сергеевна
Ивано́ва Наде́жда Серге́евна (род. 1990, Москва) — российская спортсменка, гимнастка.

## Биография
Родилась 3 августа 1990 года в Москве.
Спортивной гимнастикой начала заниматься в СДЮШОР № 71 г. Москвы, тренер — Котова Алла Борисовна.
Спортивную карьеру начала в 2002 году, выступив на Кубке России по спортивной гимнастике.
В 2004 году участвовала в чемпионате Европы по спортивной гимнастике в Амстердаме, завоевала золотую медаль в командных соревнованиях юниорок.
В 2006 году на чемпионате Европы по спортивной гимнастике в Волосе (Греция) была уже в составе основной команды и завоевала бронзовую медаль в командных соревнованиях.